# Elecciones locales de Botsuana de 2019
Las elecciones locales de Botsuana de 2019 tuvieron lugar el 23 de octubre del mencionado año, al mismo tiempo que las elecciones generales para la Asamblea Nacional con el objetivo de renovar los 490 escaños dentro de los quince concejos municipales y distritales electos, que ejercerían funciones por el período 2019-2024. Se trató de las duodécimas elecciones de gobierno local desde la instauración de los concejos electos en 1966 y los undécimos desde la independencia de Botsuana.
En el contexto del amplio triunfo del Partido Democrático de Botsuana (BDP), gobernante y dominante desde la independencia, respecto a su debacle electoral en 2014, el BDP bajo el liderazgo del presidente Mokgweetsi Masisi también se impuso por holgado margen en las elecciones locales paralelas, logrando un 48,06% de los votos y 332 concejales, garantizándose además la mayoría en trece de los quince concejos. Su victoria más sorprendente se dio en Gaborone, la capital, donde recuperó por aplastante margen la mayoría absoluta luego de haber caído al tercer puesto en las anteriores elecciones. Los comicios marcaron una fuerte recuperación del BDP en las áreas urbanas, obteniendo la totalidad de los concejales en Lobatse y el Distrito Sudeste, y todos menos uno en la ciudad de Jwaneng (que la oposición había controlado desde que su autonomización), y recuperando presencia en los antiguos bastiones opositores del sur. En segundo lugar se ubicó la coalición Paraguas para el Cambio Democrático (UDC) con un 35,99% de los votos y 129 concejales, obteniendo mayoría en los concejos del Distrito Noreste y de la ciudad de Selebi-Phikwe.
El Frente Patriótico de Botsuana (BPF), fundado por partidarios del expresidente Ian Khama (predecesor de Masisi) logró el 4,86% de los votos y 17 escaños, todos en el concejo del Distrito Central, territorio de la tribu BaNgwato. Aunque el BDP registró una importante pérdida de votos y escaños en esa región, antes su principal bastión, de todas formas retuvo la mayoría en el concejo por estrecho margen. La Alianza para los Progresistas (AP) fue la tercera fuerza más votada a nivel nacional con un 6,84% de los votos, pero solo obtuvo seis concejales en todo el país, tres de los cuales correspondían a la ciudad de Francistown. Tras haber roto con la UDC, el Movimiento por la Democracia de Botsuana (BMD) cayó a un 0,99% de los votos y obtuvo un único escaño en el Distrito Central. Asimismo, hubo cuatro candidatos independientes electos, la misma cantidad que en las anteriores elecciones, aunque el voto a candidatos apartidistas decayó considerablemente.

## Resultados

### Resultado general
|  | 48.06 % |

|  | 35.99 % |

|  | 6.84 % |

|  | 4.86 % |

|  | 0.99 % |

|  | 3.26 % |

|  | 98.27 % |

|  | 1.73 % |

|  | 100.00 % |

|  | 84.02 % |

### Escaños por concejo
| Distrito/Ciudad | BDP     | UDC     | AP    | BPF    | BMD   | Ind.  |
| --------------- | ------- | ------- | ----- | ------ | ----- | ----- |
| Central         | 74/140  | 45/140  | 1/140 | 17/140 | 1/140 | 2/140 |
| Chobe           | 6/7     |         |       |        |       | 1/7   |
| Francistown     | 12/19   | 3/19    | 3/19  |        |       | 1/19  |
| Gaborone        | 27/30   | 3/30    |       |        |       |       |
| Ghanzi          | 10/20   | 9/20    |       |        |       | 1/20  |
| Jwaneng         | 6/7     | 1/7     |       |        |       |       |
| Kgalagadi       | 12/22   | 10/22   |       |        |       |       |
| Kgatleng        | 21/23   | 2/23    |       |        |       |       |
| Kweneng         | 57/66   | 9/66    |       |        |       |       |
| Lobatse         | 12/12   |         |       |        |       |       |
| Noreste         | 14/19   | 4/19    | 1/19  |        |       |       |
| Noroeste        | 10/39   | 29/39   |       |        |       |       |
| Selebi-Phikwe   | 6/14    | 7/14    | 1/14  |        |       |       |
| Sudeste         | 20/20   |         |       |        |       |       |
| Sur             | 46/52   | 6/52    |       |        |       |       |
| Total           | 332/490 | 129/490 | 6/490 | 17/490 | 1/490 | 4/490 |